# Young and Dangerous 4
Série
Young and Dangerous 3
(1996) Young and Dangerous 5
(1998)
Pour plus de détails, voir Fiche technique et Distribution.
Young and Dangerous 4 (97古惑仔：戰無不勝, 97 Goo waak zai: Zin mo bat sing, litt. « Hommes sages de 1997 : Aucune guerre ne peut être gagnée ») est un film d'action hongkongais réalisé par Andrew Lau et sorti en 1997 à Hong Kong.
Quatrième volet de la série des Young and Dangerous, sa suite, Young and Dangerous 5 (1998), sort l'année suivante.

## Synopsis
Le film commence en 1996 avec le mariage de Dai Tin-yee et de sa petite amie. Lors de la cérémonie, Chan Ho-nam accepte de se rendre en Thaïlande avec les autres dirigeants de la branche de la Hung Hing afin de recruter Chiang Tin-yeung pour diriger la triade Hung Hing. Alors que six des douze chefs de la branche sont en Thaïlande, Dinosaure, qui dirige la région de Tuen Mun pour la Hung Hing, est assassiné après avoir été jeté sur un bâtiment par Tigre de la triade rivale Tung Sing. Le lendemain, Chan Ho-nam et ses homologues thaïlandais se rendent compte de la disparition de Dinosaure et acceptent d'élire un nouveau dirigeant pour la région de Tuen Mun. Les deux nommés sont le Barbare (le bras droit de Dinosaure) et Chiu le poulet (Le bras droit de Chan Ho-nam). Chan Ho-nam avertit Poulet des dangers d'une course à la direction mais celui-ci choisit quand même d'être candidat, ce qui provoque une querelle entre eux. Pendant ce temps, Chiang Tin-yeung accepte de rentrer à Hong Kong pour diriger la triade Hung Hing. Il déclare que le Barbare et Poulet ont un laps de temps pour prouver qu'ils sont dignes de diriger Tuen Mun pour la Hung Hing.
De retour à Hong Kong, Shuk Fan (Karen Mok) commence sa carrière d'enseignante auprès des élèves du pire lycée de la ville et parvient à tisser des liens avec eux. Pendant ce temps, Poulet mène une bataille difficile pour sa candidature à Tuen Mun. Le Barbare, qui habite Tuen Mun, a déjà l'avantage en termes de soutien des habitants. Poulet essaie d'organiser des fêtes, mais personne n'y vient car tout le monde est à celles de Barbare. À chaque tour, Poulet est continuellement humilié par Barbare qui reçoit même l'aide de Tigre du gang rival Tung Sing. Celui-ci lui apporte sa sagesse, son soutien et son argent. Il espère établir son propre contrôle sur la région de Tuen Mun pour sa propre triade et faire de Barbare sa marionnette.
Tous les partisans de Poulet sont attaqués et la victoire de Barbare est presque à sa portée. Pelure de banane, qui aide à tenir un bar pour Poulet, est accusé de droguer ses clients et est arrêté. En réalité, les drogues ont été introduites par des complices de Barbare. Shuk Fan est attaquée par ses élèves et Chan Ho-nam la remplace. Il avertit les étudiants des dangers du monde des triades, mais les étudiants ne l'écoutent pas.
Dai Tin-yee tente d'assassiner Barbare pour Poulet en gage de leur amitié. Cependant, l'assassinat échoue et Yee est grièvement blessé. Il serait mort si Tai Fai n'était pas intervenu pour le sauver. Yee se cache ensuite pour récupérer de ses blessures. Pou Pei est séduit par la petite amie du frère cadet de Barbare et laisse glisser des informations sur Yee. Tigre et ses hommes font irruption dans l'appartement de Dai Tin-yee et violent sa femme puis la jettent par la fenêtre.
Le moment final arrive et Poulet doit affronter Barbare dans un débat qui est extrêmement animé. Poulet est à peine capable de repousser les accusations de Barbare qui bénéficie des conseils de Tigre à l'aide d'une oreillette. Après le vote, Barbare est presque déclaré vainqueur quand ils sont interrompus par la consœur 13 et Ben Hon. Ils apportent avec eux un informateur. La jeune fille qui avait séduit Pou Pei a été trahie par le frère cadet de Barbare et connait maintenant tous les mauvais tours qu'il utilise. Au moment où elle révèle tous les détails du Barbare, elle est abattue par Tigre. Pendant ce temps, Barbare tente de l'attaquer mais est maîtrisé. Son chapeau tombe, révélant l'oreillette qu'il utilise pour communiquer avec Tigre. Celui-ci est quant à lui coincé par la Hung Hing. Chan Ho-nam se porte volontaire quand Chian Tin-yeung demande quelqu'un pour combattre Tigre. Un combat s'ensuit et Tigre est tué. Poulet est ensuite élu chef de la branche de Tuen Mun.
Le film se termine en montrant Chan Ho-nam et Chiu le poulet en tant que co-chefs à égalité de la branche.

## Fiche technique
- Titre : Young and Dangerous 4
- Titre original : 古惑仔3之隻手遮天 (97 Goo waak zai: Zin mo bat sing)
- Réalisation : Andrew Lau
- Scénario : Manfred Wong
- Musique : Ronald Ng
- Production : Manfred Wong
- Sociétés de production et de distribution : Golden Harvest et BoB and Partners Co. Ltd. (en)
- Pays d'origine :  Hong Kong
- Langue originale : cantonais
- Format : couleur
- Genre : action et film de gangsters
- Durée : 106 minutes
- Dates de sortie :
  -  Hong Kong : 28 mars 1997

## Distribution
- Ekin Cheng : Chan Ho-nam
- Jordan Chan : Chiu le poulet
- Pinky Cheung : K.K.
- Roy Cheung : Lui Yiu-yeung/Tigre de foudre
- Jason Chu : Pelure de banane (joue aussi Chou-pan dans un flashback)
- Jerry Lamb : Pou-pan
- Lam Sheung-yee (en) : Père Lam
- Lee Siu-kei : Key
- Sammuel Leung
- Ken Lo : Prince
- Alex Man (en) : Chiang Tin-yeung
- Karen Mok : Lam Shuk-fan/Wasabi
- Ng Chi-hung : Tigre
- Sandra Ng : Sœur 13
- Michelle Reis : Lee Yan-kin
- Michael Tse : Dai Tin-yee
- Wan Yeung-ming (en) : Ben Hon
- Anthony Wong Chau-sang : Tai Fai
- Ronald Wong : Superman